# Лесной Кордон (Тверская область)
Лесной Кордон — опустевший населенный пункт в Бологовском районе Тверской области, входит в состав Куженкинского сельского поселения.

## География
Населенный пункт находится в северной части Тверской области на расстоянии приблизительно 9 км на юг по прямой от районного центра города Бологое у пересечения железнодорожной линии Бологое-Куженкино и автомобильной трассы М-11.

## История
Населенный пункт невозможно точно отождествить с известными в 1909 году сторожками, приписанными к Хотиловской волости Валдайского уезда, в которых было по одному жителю. Четко населенный пункт отмечен уже на карте 1983 года. Ныне представляет собой урочище.

## Население
Численность населения не была учтена как в 2002 году, так и в 2010.